# Dicrostonyx richardsoni
Dicrostonyx richardsoni е вид бозайник от семейство Хомякови (Cricetidae).

## Разпространение
Видът е разпространен в Канада (Манитоба, Нунавут и Северозападни територии).